# Carol Meyrowitz
Carol M. Meyrowitz é a presidente do conselho executivo e do comitê executivo da TJX Companies, a principal varejista de descontos nos Estados Unidos. A partir de 2015, ela é listada como a 76ª mulher mais poderosa do mundo pela Forbes. A partir de 2014, ela também foi classificada como a 12ª mulher mais poderosa do mundo pela Fortune.

## Biografia
Nascida em uma família judia, Meyrowitz se formou na Rider University em Marketing e Administração. Ela atua como diretora da Amscan Holdings Inc. e da Staples Inc. Ela é membro do conselho consultivo corporativo do The Boston Club, do conselho de governadores do The Chief Executives' Club of Boston e do conselho de supervisores do Joslin Diabetes Center.

## História com TJX
Meyrowitz ingressou na TJX Companies em 1983. Em 2001, tornou-se Vice-Presidente Executiva da empresa, bem como Presidente da Marmaxx, a maior divisão da empresa. Ela subiu para Vice-Presidente Executiva Sênior em março de 2004, cargo que manteve até janeiro de 2005. Em janeiro de 2005, ela deixou seus cargos e tornou-se conselheira da TJX e da Berkshire Partners. Seu plano era deixar o cargo de consultora em setembro daquele ano para "buscar novas oportunidades e desafios" fora da TJX.
No entanto, Meyrowitz tornou-se presidente em 17 de outubro de 2005; e membro do conselho de administração em 7 de setembro de 2006. Ela foi nomeada Diretora Executiva da empresa em 28 de janeiro de 2007, substituindo o CEO interino, Bernard Cammarata, Presidente do Conselho da TJX. 
Em janeiro de 2016, ela foi substituída como CEO da TJX por Ernie Herrman.

### Reconhecimento de mídia
Ela ficou em 26º lugar entre as 50 mulheres mais poderosas nos negócios da CNN 2006. Em 2009, a Forbes a classificou em 24º lugar na lista das 100 mulheres mais poderosas. A partir de 2014, ela é listada como a 76ª mulher mais poderosa do mundo pela Forbes.